# 床下の小人たち
『床下の小人たち』（ゆかしたのこびとたち、英語: The Borrowers）は1952年にメアリー・ノートンが発表した子供向けのファンタジー小説である。家や壁にひそかに住み、大きな人々から「借りる」小人の家族の物語。ある日、小人の少女がその家に住む男の子に見られてしまうところから物語が始まる。5作品ある「小人の冒険シリーズ」の1作目である。
1952年にカーネギー賞を受賞。また、本作を原作として、2010年にスタジオジブリのアニメーション映画『借りぐらしのアリエッティ』が公開された。